# Soininen gård
Soininen gård (finska: Soinisten kartano) är en herrgård i Nådendal i Finland. Gården ligger i landskapet Egentliga Finland i Nådendals by Soininen. Gårdens nuvarande huvudbyggnad färdigställdes år 1865. 
Gården omfattade 440,15 hektar på 1930-talet.

## Historia
Soininen gård fungerade som en landbondegård fram till 1570-talet. På 1600-talet blev sedan gården ett rusthåll. Immanens och Vadjos gårdar som låg på samma plats tillsammans med Soininen slogs samman med Soininen år 1869.

### Ägarna
I början av 1600-talet ägdes Soininen gård av Åbo hovrätts assessor Petrus Laurenti Wegelius som adlades Ekenberg år 1651. Då hade Åbo hovrätt ingen egen fastighet och därför sammanträdde hovrätten i hyreslokaler. Assessor Ekenberg bestämde att Åbo hovrätt skulle sammanträdda i Soininen gårds huvudbyggnad mellan 1643 och 1647. På Ekenbergs vapensköld finns fyra ekar. Dessa ekar syftar på de träd som planterades i Soininens trädgård. Idag kan man fortfarande se fyra ekar i trädgården.
Efter släkten Ekenberg ägde släkten Österman gården och efter Österman blev släkten Sandelius ägare till gården genom äktenskap år 1854. En av de mest kända ägarna är hovrättsassessor J. E. Sandelius.

## Byggnader
Soininen gårds huvudbyggnad färdigställdes 1865 med tio rum i byggnaden. Den gamla röda huvudbyggnaden byggdes i början av 1600-talet, men revs senare delvis i samband med den nuvarande huvudbyggnadens byggnation. I den gamla huvudbyggnaden fanns det fem rum. Förutom huvudbyggnaden finns det också på gården en stenladugård från 1879 och ett brännhus i tegel från 1819. Ladugården utvidgades sedan år 1940. Från gårdscentrum till Östersjön är det bara 300 meter.